# Sidi Bouna Amar
Sidi Bouna Amar, né le 31 décembre 1998 à Tevragh Zeïna, est un footballeur international mauritanien. Il joue au poste de milieu offensif à Al-Ittihad Tripoli.

## Biographie

### En club
Sidi Bouna Amar rejoint en 2019 l'équipe réserve du club espagnol du CD Numancia.
En 2020, il commence sa carrière senior avec l'ASAC Concorde. Un an plus tard, il rejoint l'ASC Tidjikja.
En 2022, il rallie le FC Nouadhibou, avec qui il est sacré champion de Mauritanie à l'issue de la saison. Le 2 décembre 2023, il inscrit son premier but en Ligue des champions contre le Pyramids FC.
En février 2024, Bouna Amar rejoint le Wydad Casablanca pour trois saisons. Pour son premier match, il inscrit un doublé face au Chabab Mohammedia. 

### En sélection
Sidi Bouna Amar honore sa première sélection en équipe de Mauritanie le 29 août 2022 dans le cadre des qualifications au CHAN 2022, contre la Guinée-Bissau. Il dispute ensuite tous les matchs de la phase finale de cette compétition, donnant notamment une passe décisive en poules face au Mali.
Il dispute son premier match avec l'équipe A le 14 octobre 2023 contre Madagascar en match amical.
Bouna Amar est sélectionné par Amir Abdou pour participer à la CAN 2023. Il entre en jeu en seconde période face au Burkina Faso, puis est titularisé contre l'Angola, contre qui il marque un but remarqué après un long slalom dans la défense angolaise. Il participe aussi à la victoire contre l'Algérie, qui permet aux Mourabitounes d'atteindre pour la première fois les huitièmes de finale de la CAN. Pour le match éliminatoire face au Cap-Vert, il est à nouveau titulaire mais ne peut empêcher la défaite des siens.